# Beiços de Pau
Beiços de Pau (sing. Beiço de Pau; Drvene Usne; Tapayúna, Tapayuna, Tapanhuna, Tapanhuma) /beiço =usna i pau, drvo/, pleme američkih Indijanaca porodice Gé u području rijeke Xingu u Brazilu (Mato Grosso). Sami sebe nazivaju Kajkwakratxi, što znači 'nebesko stablo' (“tronco do céu”), a pod imenom Drvene usne poznati su zbog nakita u obliku drvenog tanjura kojeg nose kao ukras u probijenoj donjoj usni, običaj je raširen kod nekoliko plemena u Americi i Africi, a dali su im ga rani pioniri. 
Danas žive (preostalo ih je nekoliko desetina) u blizini gradova São José do Xingu i Peixoto de Azevedo. Za razliku od pravih Suyá Indijanaca ili Suyá Oriental oni se nazivaju i Suyá Occidental. 

## Vanjske poveznice
- Tapayuna  Arhivirana inačica izvorne stranice od 22. studenoga 2008. (Wayback Machine)